# Cantor-Verteilung
Die Cantor-Verteilung ist eine Wahrscheinlichkeitsverteilung, die sich dadurch auszeichnet, dass sie weder eine Wahrscheinlichkeitsdichtefunktion noch eine Wahrscheinlichkeitsfunktion besitzt, sondern stetigsingulär ist. Die dazugehörige Verteilungsfunktion wird als Cantorfunktion oder auch Teufelstreppe bezeichnet.

Plot der Cantorfunktion (10 Iterationen)

## Konstruktion
Die Cantorverteilung {\displaystyle \mu :{\mathcal {B}}(\mathbb {R} )\rightarrow [0,1]} (mit {\displaystyle {\mathcal {B}}(\mathbb {R} )} als Borelsche σ-Algebra) kann nicht  einfach explizit angegeben werden. Sie muss rekursiv konstruiert werden, ähnlich wie die Cantormenge.

### 1. Variante
Wenn man vom gleichverteilten Maß auf der Menge {\displaystyle \{0,1\}} ausgeht, erhält man auf der Menge {\displaystyle 2^{\mathbb {N} }} ein Produktmaß. Dieses Maß {\displaystyle \mu } lässt sich so interpretieren: Man betrachtet ein Experiment, in dem unendlich oft eine faire Münze geworfen wird; Elemente von {\displaystyle 2^{\mathbb {N} }} lassen sich als Ausgänge des Experiments interpretieren (die Folge {\displaystyle (0,1,0,1,\ldots )} bedeutet zum Beispiel, dass immer abwechselnd Kopf und Zahl aufgetreten sind). Das Maß {\displaystyle \mu } weist einer Teilmenge von {\displaystyle 2^{\mathbb {N} }} nun ihre Wahrscheinlichkeit zu. Zum Beispiel besagt das starke Gesetz der großen Zahlen, dass die Menge {\displaystyle G} der „gleichverteilten“ Folgen Wahrscheinlichkeit 1 hat, wobei {\displaystyle G} die folgenden Menge ist:
{\displaystyle G=\left\{(x_{0},x_{1},\ldots )\left|\ \lim \limits _{n\to \infty }{\frac {|\{i<n:x_{i}=0\}|}{n}}={\frac {1}{2}}\right.\right\}.}
Nun lässt sich die Cantormenge {\displaystyle C} – wie im dortigen Artikel ausgeführt – bijektiv auf {\displaystyle 2^{\mathbb {N} }} abbilden.
Das oben genannte Maß {\displaystyle \mu } lässt sich vermöge dieser Bijektion in ein Wahrscheinlichkeitsmaß {\displaystyle \mu } auf der Cantormenge übertragen. (Eine alternative Beschreibung von {\displaystyle \mu } ergibt sich als Hausdorffmaß zur Dimension {\displaystyle \ln 2/\ln 3}.)
Dieses Wahrscheinlichkeitsmaß {\displaystyle \mu } ist die Cantor-Verteilung, ein Beispiel für ein Maß, dessen Verteilungsfunktion zwar stetig, aber nicht absolut-stetig ist. Die Verteilungsfunktion
{\displaystyle {\begin{aligned}F:[0,1]&\to [0,1]\\x&\mapsto \mu ([0,x]\cap C)\end{aligned}}}
heißt Cantorfunktion (auch „cantorsche Treppenfunktion“). Auf jedem Intervall im Komplement der Cantormenge ist diese Funktion konstant; auf dem Intervall {\displaystyle \left({\tfrac {1}{3}},{\tfrac {2}{3}}\right)} hat sie zum Beispiel den Wert 1/2, und auf dem Intervall {\displaystyle \left({\tfrac {1}{9}},{\tfrac {2}{9}}\right)} hat sie den Wert 1/4.

### 2. Variante
Bei dieser Konstruktion wird die Cantorfunktion {\displaystyle F:\mathbb {R} \rightarrow [0,1]} konstruiert, welche nach dem Korrespondenzsatz die Cantor-Verteilung {\displaystyle \mu } eindeutig bestimmt.
Sei {\displaystyle {\mathcal {G}}} das System aller Teilmengen von {\displaystyle [0,1]}, welche als Vereinigung von endlich vielen disjunkten abgeschlossenen nichtleeren Intervallen dargestellt werden kann. Ferner sei {\displaystyle \varphi :{\mathcal {G}}\rightarrow {\mathcal {G}}} gegeben durch (mit {\displaystyle i,m\in \mathbb {N} ,a_{i},b_{i}\in [0,1],a_{i}\leq b_{i}})
{\displaystyle \varphi \left(\bigcup _{i\in \{1,\ldots ,m\}}[a_{i},b_{i}]\right):=\bigcup _{i\in \{1,\ldots ,m\}}\left(\left[a_{i},{\frac {2a_{i}+b_{i}}{3}}\right]\cup \left[{\frac {a_{i}+2b_{i}}{3}},b_{i}\right]\right)}
(Dies entspricht der bereits angesprochen rekursiven Drittelung der Intervalle (Intervall-Länge: {\displaystyle b_{i}-a_{i}}), wobei nur das untere und das obere Drittel mitgenommen werden, während das mittlere Drittel „ausgewischt“ wird.)
Sei weiterhin mit {\displaystyle n\in \mathbb {N} }
{\displaystyle C_{n}:=\varphi ^{n}([0,1])\,.}
Schließlich sei die Cantormenge {\displaystyle C} definiert durch
{\displaystyle C=\bigcap _{n\in \mathbb {N} }C_{n}\,.}
Nun wird das Maß {\displaystyle \mu _{n}:{\mathcal {B}}(\mathbb {R} )\rightarrow [0,1]} folgendermaßen definiert:
{\displaystyle \mu _{n}:=\int \left({\frac {3}{2}}\right)^{n}\chi _{C_{n}}(x)\mathrm {d} \lambda (x)},
wobei {\displaystyle \lambda } das eindimensionale Lebesgue-Maß bezeichnet. {\displaystyle \mu _{n}} ist offensichtlich ein Wahrscheinlichkeitsmaß, die dazugehörige Verteilungsfunktion sei {\displaystyle F_{n}:\mathbb {R} \rightarrow [0,1]}. Für {\displaystyle F_{n}} gilt:
{\displaystyle F_{n}(x)=\left({\frac {3}{2}}\right)^{n}\lambda (C_{n}\cap [0,x])}
Für {\displaystyle F_{n}} gilt insbesondere {\displaystyle F_{n}(0)=0} und {\displaystyle F_{n}(1)=1}.
Da {\displaystyle F_{n}|_{[0,1]}} gleichmäßig konvergent ist, ist die Cantorfunktion {\displaystyle F}  durch
{\displaystyle F(x):={\begin{cases}0&{\text{falls }}x\in (-\infty ,0]\\\lim \limits _{n\rightarrow \infty }F_{n}|_{[0,1]}(x)&{\text{falls }}x\in (0,1)\\1&{\text{falls }}x\in [1,\infty )\end{cases}}}
eindeutig definiert. Die dazugehörige Verteilung im Sinne der Maßtheorie ist die Cantor-Verteilung.

## Eigenschaften
- Die Cantorverteilung ist singulär bezüglich des Lebesgue-Maßes.
- Die Cantorverteilung ist eine symmetrische Verteilung.
- Die Cantorverteilung besitzt keine Lebesgue-Dichte.
- Die Cantorfunktion ist stetig und monoton wachsend zwischen 0 und  1.
- Die Cantorfunktion ist fast überall differenzierbar mit Ableitung 0, aber dennoch nicht konstant.

In der Integrationstheorie ergeben also Ausdrücke der Form
{\displaystyle \int _{0}^{1}g(x)\,{\rm {d}}F(x),}
wobei {\displaystyle g} eine beschränkte messbare Funktion auf dem Intervall {\displaystyle [0,1]} ist, einen Sinn, nicht dagegen Ausdrücke der Form
{\displaystyle \int _{0}^{1}g(x)\,{\frac {{\rm {d}}F}{{\rm {d}}x}}(x)\,\mathrm {d} x.}

## Physikalische Realisierungen
Teufelstreppen treten näherungsweise in der Physik in Systemen mit konkurrierenden Längen (z. B. in Adsorbaten oder bei strukturellen Phasenübergängen, die durch das Modell von Frenkel und Kontorowa beschrieben werden) oder mit konkurrierenden Wechselwirkungen (z. B. Magneten oder Legierungen, die durch das ANNNI-Modell beschrieben werden) auf. Teufelstreppen könnten auch das zeitlich „geklumpte“ Auftreten von Erdbeben beschreiben.